# Fur and Gold
Fur and Gold è il primo album discografico della cantante/compositrice inglese Bat for Lashes.
L'album ha ricevuto la nomination al Mercury Prize 2007 come "miglior album".
Da Fur and Gold sono stati estratti i singoli The Wizard (8 maggio 2006), Trophy (30 ottobre 2006), Prescilla (12 marzo 2007) e What's a Girl to Do? (luglio 2007).

## Tracce
1. Horse and I – 3:04
2. Trophy – 4:00
3. Tahiti – 3:38
4. What's a Girl to Do? – 2:58
5. Sad Eyes – 4:16
6. The Wizard – 4:17
7. Prescilla – 3:34
8. Bat's Mouth – 4:25
9. Seal Jubilee – 4:44
10. Sarah – 3:56
11. I Saw a Light – 6:24

## Formazione
- Natasha Khan - voce, tastiere, produzione, arrangiamenti archi, percussioni, batteria, piano, organo hammond, harmonium, autoharp, chitarra, vibrafono, effetti

Altro personale
- Tim Byford - batteria
- Ben Christophers - basso, chitarra
- Abi Fry - viola, arrangiamenti archi
- Mary Funnell - violino, arrangiamenti archi
- Mikee Goodman - voce
- Howard Gott - violino
- Tim Hutton - trombone, tromba
- David Kosten - tastiere, programmazione, produzione
- Will Lemon - voce parlata
- Anna McInerney - violino, arrangiamenti archi
- Josh T. Pearson - cori, chitarra, intro
- Emma Ramsdal - arpa
- Rachael T. Sell - cori
- Sophie Sirota - violino
- Caroline Weeks - autoharp, cori, chitarra
- Tim Yong - masterizzazione